# Апатеу (Біхор)
Апатеу (рум. Apateu) — село у повіті Біхор в Румунії. Входить до складу комуни Ножорід.
Село розташоване на відстані 429 км на північний захід від Бухареста, 11 км на південь від Ораді, 129 км на захід від Клуж-Напоки, 144 км на північ від Тімішоари.

## Населення
За даними перепису населення 2002 року у селі проживали 260 осіб.
Національний склад населення села:
| Національність | Кількість осіб | Відсоток |
| -------------- | -------------- | -------- |
| румуни         | 244            | 93,8%    |
| цигани         | 11             | 4,2%     |
| угорці         | 5              | 1,9%     |

Рідною мовою назвали:
| Мова      | Кількість осіб | Відсоток |
| --------- | -------------- | -------- |
| румунська | 250            | 96,2%    |
| угорська  | 5              | 1,9%     |